# サクレー研究所
サクレー原子力庁センター（サクレーげんしりょくちょうセンター、フランス語：Le Centre CEA de Saclay、または代替エネルギー原子力庁サクレー研究地区：Site de recherche de Saclay du Commissariat à l'énergie atomique et aux énergies alternatives）は、フランス共和国エソンヌ県サクレー（fr:Saclay）に所在する原子力庁が運営する研究施設のひとつ。センターには原子力庁の管理本部の他に、原子力エネルギー、生物学、材料、気候および環境分野の訓練研究センターとして機能する。
1945年、臨時政府首相であったシャルル・ド・ゴールの命により、原子力委員会のちの原子力庁が設立され、1947年から首都パリの南西約25kmの高地にあるサクレーに研究施設の建設が始まる。1960年代の最盛期には1万人程度の研究関係者が働いていた。近年は約5,000人程度の研究者が働いている。
センターは材料科学をはじめ、天体物理学、原子核、基本粒子および基本相互作用の研究活動に従事している。他の活動には国家級の材料研究、原子炉「オルフェ」、レーザー、核磁気共鳴その他など高度な手段を用いて達成している。

## 応用原子力研究
研究活動は現在のフランスの原子力発電所と将来の原子力システムの開発と最適化に関連している。他に幾つか特定の資産、実験炉「オシリス」、およびタマリス（Tamaris）地震調査研究所などがある。この研究は放射性廃棄物監視に関する研究によって補完されている。

## 技術研究
技術研究には原子力施設で用いられるITシステムの研究やマンマシンインタフェースなどのセンサー技術がある。

## 健康分野の研究
健康分野の研究には細胞や分子、タンパク質工学、医用画像処理の研究および放射免疫測定線量に関して活動している。

## 環境研究
気候変動や温室効果ガスの影響に関する研究をしている。

## INSTN
センター内には原子力科学技術国立研究所（INSTN）を受け入れており、原子力分野における専門の教育訓練にあたっている。

## 建築物
センターは建築家オーギュスト・ペレの最後の作品としても知られ、「小ヴェルサイユ」として設計し原子科学に捧げられた。給水塔はセンターのシンボルとなっている。